# مارمولک بی‌پای آمریکایی
خانوادهٔ مارمولکان بی‌پای آمریکایی (به لاتین: Anniellidae)، معروف به مارمولک بی‌پای آمریکایی، شامل شش گونه در یک سردهٔ Anniella است: A. pulchra، مارمولک بی‌پای کالیفرنیا، A. geronimensis کمیاب، مارمولک بی‌پای کالیفرنیا و چهار گونه دیگر که در سال ۲۰۱۳ کشف شدند.